# モンゴメリー・メグズ
モンゴメリー・カニンガム・メグズ（Montgomery Cunningham Meigs、1816年5月3日-1892年1月2日）は、アメリカ陸軍の職業軍人、土木技師であり、ワシントンD.C.の多くの施設の建設技師となった。南北戦争の時は北軍の主計総監だった。なお、彼の名前である「メグズ」は実際の発音に近いであろう表記である。日本のメディアでは「モンゴメリー・メイグス」と表記されることもある。

## 初期の計画と建造計画
メグズはジョージア州オーガスタで、チャールズ・デラシナ・メグズ博士の息子、かつ研究者のジョサイア・メグズの孫として生まれた。少年のときに、家族と共にペンシルベニア州に移転し、当初はペンシルベニア大学に入学したが、陸軍士官学校入学を指名され、1836年に卒業した。第1アメリカ砲兵隊の少尉に任官されたが、その軍歴の大半は工兵司令部であり、そこで重要な建造計画に携わった。
初期の任務としては、デラウェア川のミフリン砦やデトロイト川のウェイン砦の建設に貢献した。また当時中尉のロバート・E・リーの指揮下でミシシッピ川の航行性改善を行った。また1844年からニューヨーク州北部のシャンプレーン湖でモンゴメリー砦建設に関わった。
戦前のメグズのお気に入り建造計画はワシントン上水道であり、これを1852年から1860年まで監督した。これにはキャビンジョン・クリークに架かる記念碑的ユニオンアーチ橋の設計も含まれていた。この橋は50年間も世界で最長の石造りアーチ橋であり続けた。1853年から1859年、アメリカ合衆国議会議事堂の両翼とドームの建設を監督し、1855年から1859年は総合郵便局ビルの拡張も監督した。

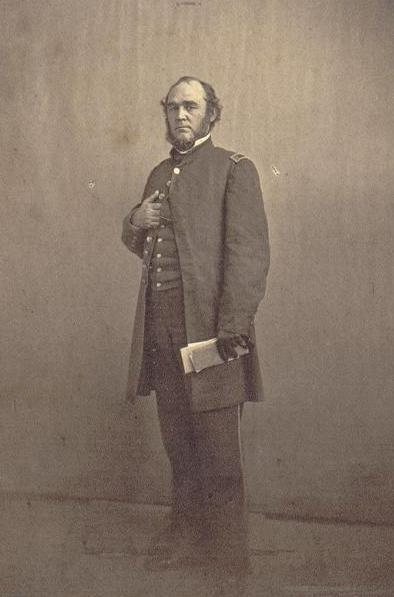
モンゴメリー・カニンガム・メグズ

1860年秋、購買契約に関する意見不一致の結果として、メグズは陸軍長官ジョン・ブキャナン・フロイドの「不興を蒙り」、「メキシコ湾のドライ・トートガス諸島に左遷され、そことキーウェストの防御工作を行うことになった。」数ヵ月後にフロイドが辞任したので、メグズはワシントンの上水道の仕事に呼び戻された。

## 南北戦争
南北戦争が勃発する直前、メグズとエラスムス・D・キーズ中佐が、エイブラハム・リンカーン大統領とウィリアム・スワード国務長官に密かに命じられて、秘密の遠征隊によってフロリダ州ピケンズ砦を開放するための作戦を作るようになった。1861年4月、海軍のデイビッド・ディクソン・ポーター大尉と共に、海軍長官も陸軍長官も知らないままで、大統領の命令で遠征を実行した。
1861年5月14日、メグズは第11アメリカ歩兵連隊の大佐に指名され、翌日には准将と陸軍の主計総監に昇進した。前任の主計総監ジョセフ・ジョンストンが辞任して南軍の将軍になったためだった。メグズは効率的で、人使いが荒く、几帳面なくらい正直だという評判を勝ち得た。大きくて幾らかは冗漫な部局を戦争のための大きな道具に変えた。軍事作戦で兵站準備の重要さを正当に評価したことでは最初の者であり、その指導のもとでかつてないくらいの効率のよさで長い距離を物資を動かし部隊を運ばせた。
主計局におけるその仕事について、ジェイムズ・G・ブレインは次のように述べた。
国務長官ウィリアム・スワードの評価では「この優れた軍人の貢献が無ければ、この国の利益は失われるか著しく危険に曝されていた」ということだった。

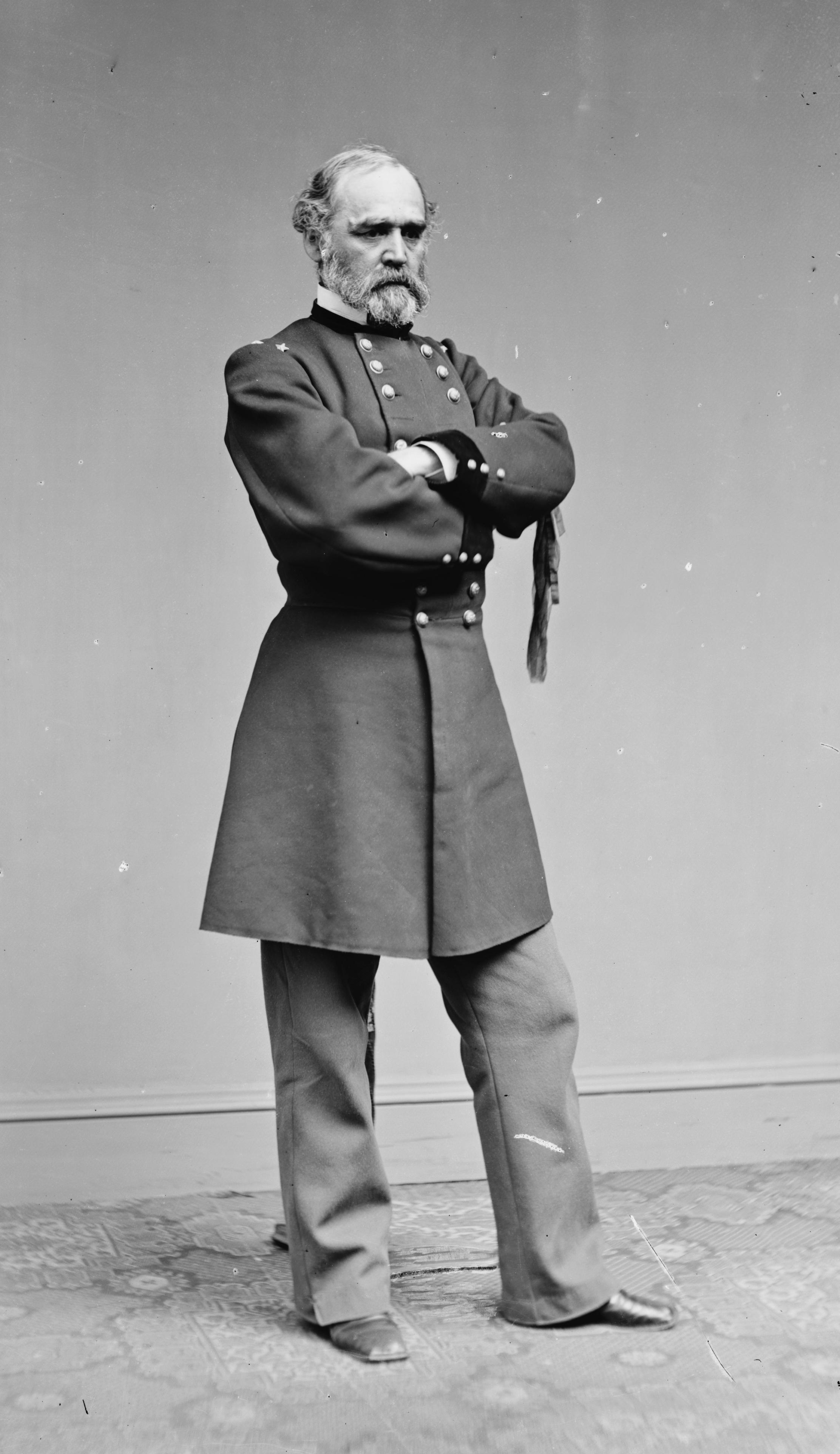
モンゴメリー・カニンガム・メグズ（南北戦争中）

南北戦争中のメグズの働きには、ユリシーズ・グラント中将のためにフレデリックスバーグやベルプレーン（1864年）の補給基地の指揮や、南軍ジュバル・アーリー中将がワシントンを襲ったとき（1864年7月11日-14日）の首都防衛に陸軍省雇員の師団を指揮したこと（スティーブンス砦の戦い）、ジョージア州サバンナでウィリアム・シャーマン少将の軍隊への補給を自ら監督したこと、およびノースカロライナ州ゴールズボロとローリーでシャーマンの補給線を再開させたこと（1865年3月-4月）が含まれていた。メグズは1864年7月5日に少将に名誉昇進した。
メグズは南部の生まれであったにも拘らず頑固なまでの連邦主義者であり、アメリカ連合国を嫌悪した。ロバート・E・リーの妻メアリー・アンナ・カスティス・リーが所有するバージニア州アーリントンのカスティス邸宅を軍隊の墓地として使用することを提案した。この推薦に基づきアーリントン国立墓地が1864年に創設された。同年10月、メグズの息子ジョン・ロジャース・メグズ中尉がバージニア州スウィフトランギャップで戦死し、アーリントン墓地に埋葬された（メグズ中尉は3名の偵察隊で行動しているときに南軍の3名偵察隊と遭遇した。メグズ中尉が殺され、1人は捕虜になり、もう1人は逃亡した。メグズはその人生の終わりまで、その息子が捕虜になった後に殺されたと信じていた。ただし証拠は反対の結果を示していた）。1882年、アメリカ合衆国最高裁判所は、メグズが推薦し陸軍長官エドウィン・スタントンが確認したアーリントン墓地の件は違法であり、リー将軍の長男、ジョージ・ワシントン・カスティス・リーに資産を返却すると裁定した。リーは墓地として使われている土地の一部をアメリカ合衆国政府に15万ドルで売却した。これはこの資産に対して公正な市場価格と考えられた。この裁定はメグズにとって大きく不都合な影響を与えた。歴史家達は一般に、メグズがこの敷地を北軍の墓地として使うよう推薦したことは、その元上官だったリーに対する報復と嫌悪感の行動だと見ている（メグズの嫌悪感はその息子の死に望んでの悲しみからも来ている可能性がある）。

## 戦後の経歴
1865年、メグズはエイブラハム・リンカーンの葬儀で儀仗兵を務めた。
メグズは南北戦争後も主計総監として新しい陸軍省ビル（建設1866年-1867年）、国立博物館（1876年）、ワシントン上水道の拡張（1876年）および記録会館（1878年）の計画を監督した。同僚の主計官であるローリッフ・ブリンカーホフと共に、
第一次世界大戦まで主計局の役員や雇員の標準書と考えられた論文である『奉仕的主計官』と題する本を編集した。
1866年から1868年、メグズは戦中の任務による疲労を癒すためにヨーロッパを訪れ、1875年から1876年にはヨーロッパの軍隊組織を学ぶために再度訪れた。1882年2月6日に陸軍を退役した後、恩給事務ビル、現在の国立建造物博物館の建築家となった。スミソニアン博物館の理事となり、アメリカ哲学会会員、また全米科学アカデミーの最初期会員となった。
メグズはワシントンで短期間病んだ後に死に、その遺骸はアーリントン国立墓地に軍装の礼で葬られた。その死にあたって発せられた一般命令（1892年1月4日発行）では「陸軍は非常に多種の重みある責任を政府が託し、またそれだけの信用に値することを証明して見せた士官は滅多にいるものではなかった」と宣言した。

### ペンションビル （1882年-1887年）
南北戦争終結に続いて、アメリカ合衆国議会は古参兵や戦死者の遺族と扶養家族当に未亡人と孤児の双方に贈る恩給の範囲を大きく拡大する法律を成立させた。このことで新しい社会保障体系を実行し管理するために必要とされる事務員の数は1,500人以上に膨らみ、直ぐに彼ら全てを収容する新しい建物が必要になった。現在は国立建造物博物館となっているこの新ビルを設計し建設するためにメグズが選ばれた。メグズはそれまでのワシントンD.C.にある政府建物の基本となってきた確立されたギリシャ・ローマ風の様式から離れ、イタリア・ルネッサンス様式の先例、例えばローマのパラッツォ・ファルニーズやパラッツォ・デラ・カンチェレリアにその設計を基づかせた。
その設計には、長さ1,200フィート (360 m) のキャスパー・ブバールによる彫刻があるフリーズ（天井のすぐ下の壁の、帯状の装飾）があった。そのような大きさの彫刻を仕上げることはメグズの予算をかなり超えていたので、ブバールには28の異なる場面（総延長69フィート (21 m)）を作らせ、続いてこれらを組み合わせて幾分修飾を加え、連続した1,200フィートの行列を作り出し、1,300人の人物を配した。28の部分が修飾され組み合わされるというやり方のために、幾らか注意して見ないとフリーズに同じ人物が何度も何度も現れることに気付かなくなっている。この彫刻には歩兵、水兵、砲兵、騎兵、および医療部隊、さらにはかなりの物資と補給の機能が含まれている。
メグズがブバールに送った書簡では、メグズが「黒人で、プランテーションの奴隷で、戦争で解放された」1人の御者が主計局のパネルに含まれていなければならないと主張していたことが分かる。この人物は結局建物の西玄関上の中央に置かれるものとされた。
フィリップ・シェリダンがこの建物についてコメントを求められた時、その回答は当時のワシントン支配者層大半の感情を反映したものであり、この建物に付いて唯一見出せる欠点はそれが耐火建築だというものだった（同じような発言がウィリアム・シャーマンのものだともされており、この話は作り物かもしれない）。
完成した建物は時として「メグズの古い赤倉庫」と呼ばれることもあり、150万個以上のレンガで作られており、当時の笑い話ではドけちのメグズが一つ一つ数えたということである。

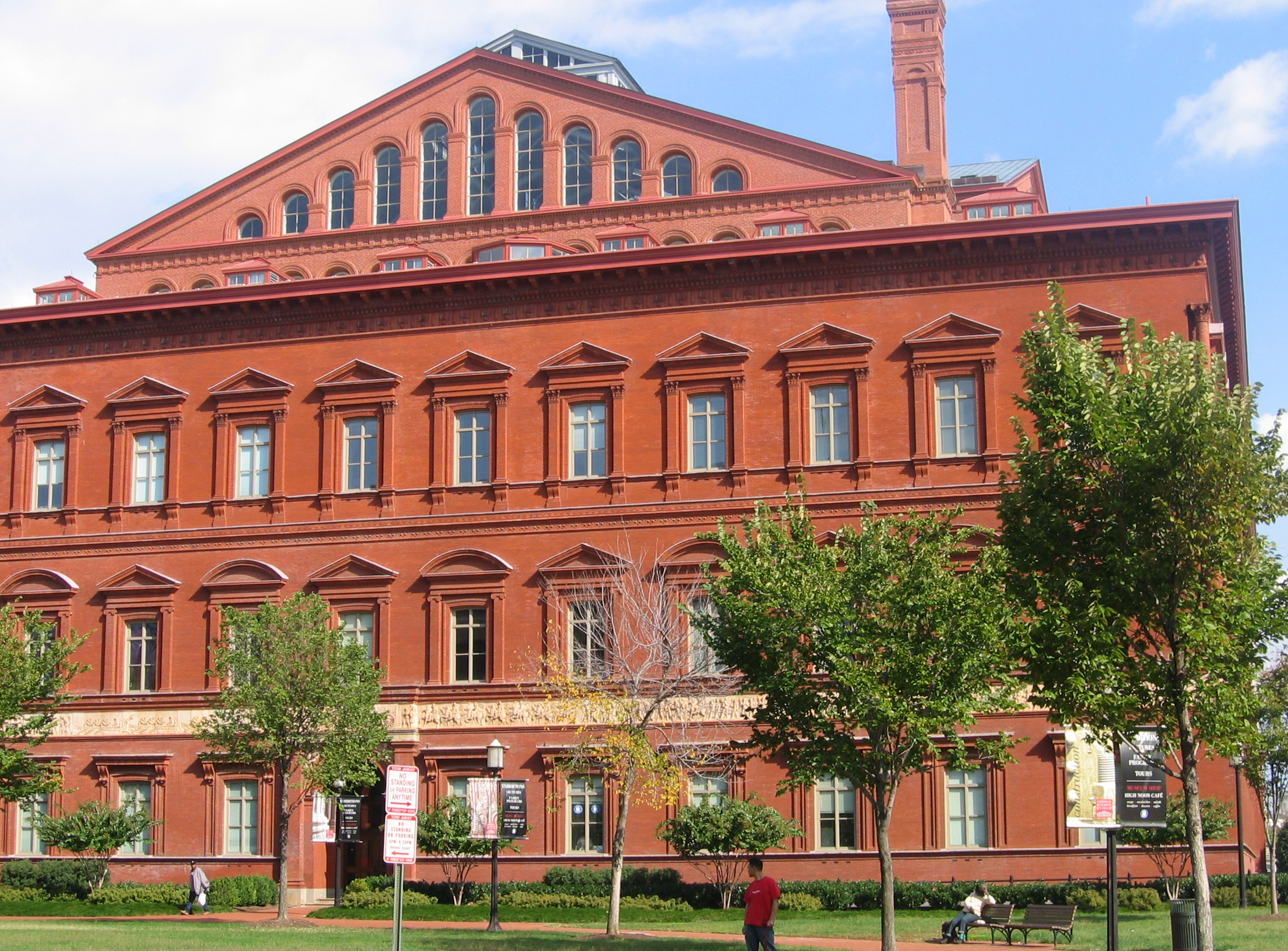
恩給事務ビル、現在の国立建造物博物館
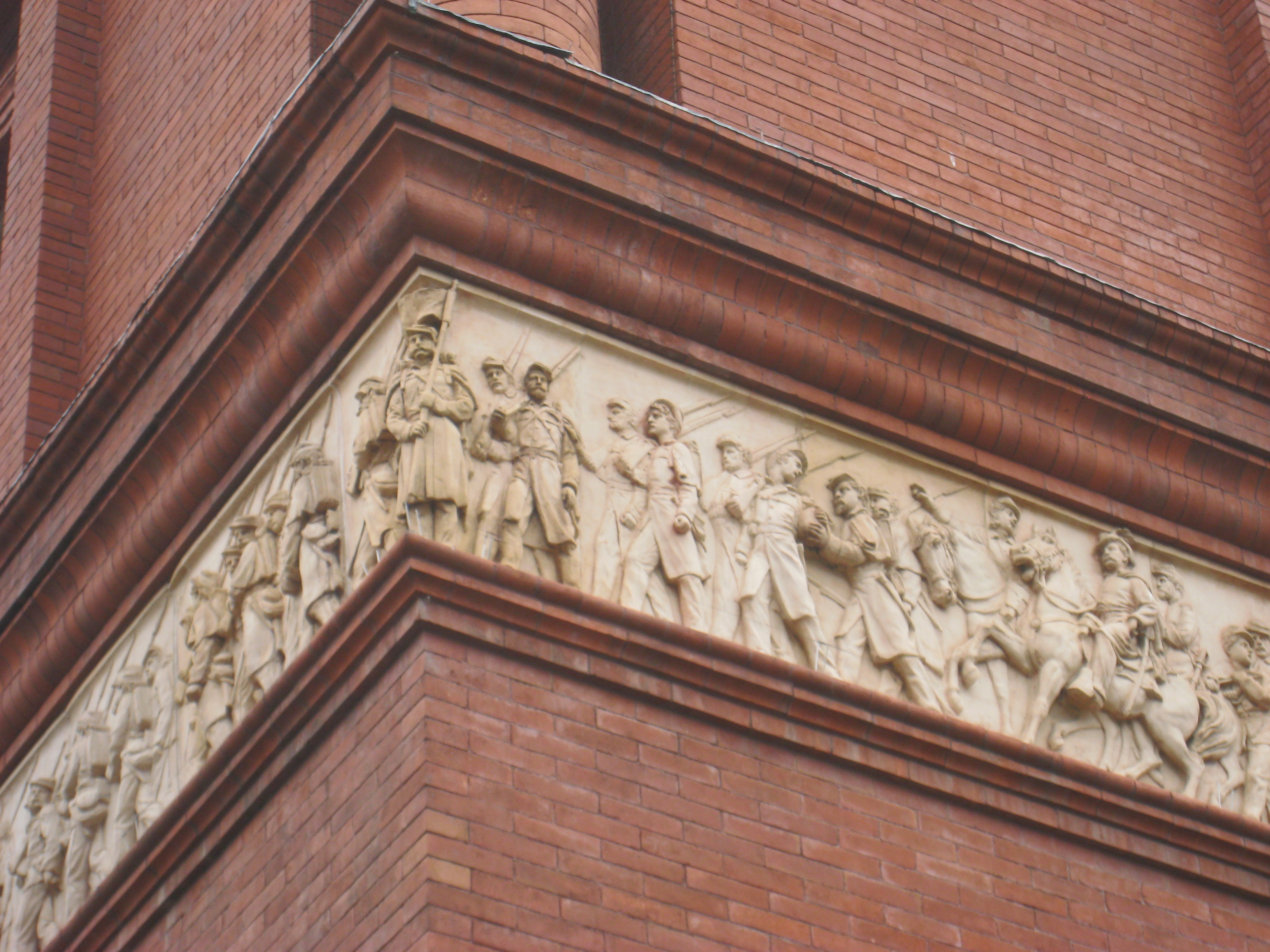
角にある人物像
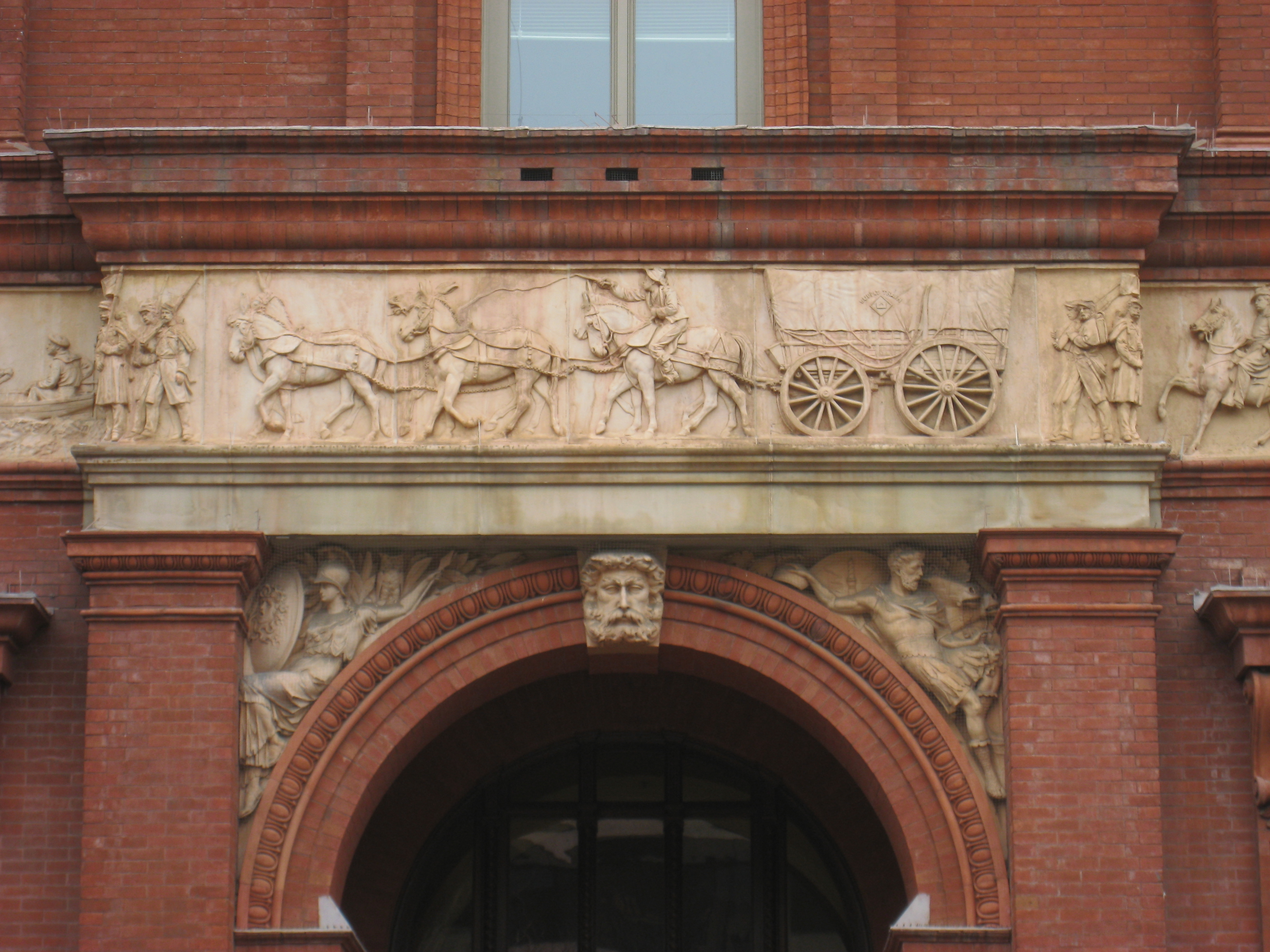
西玄関
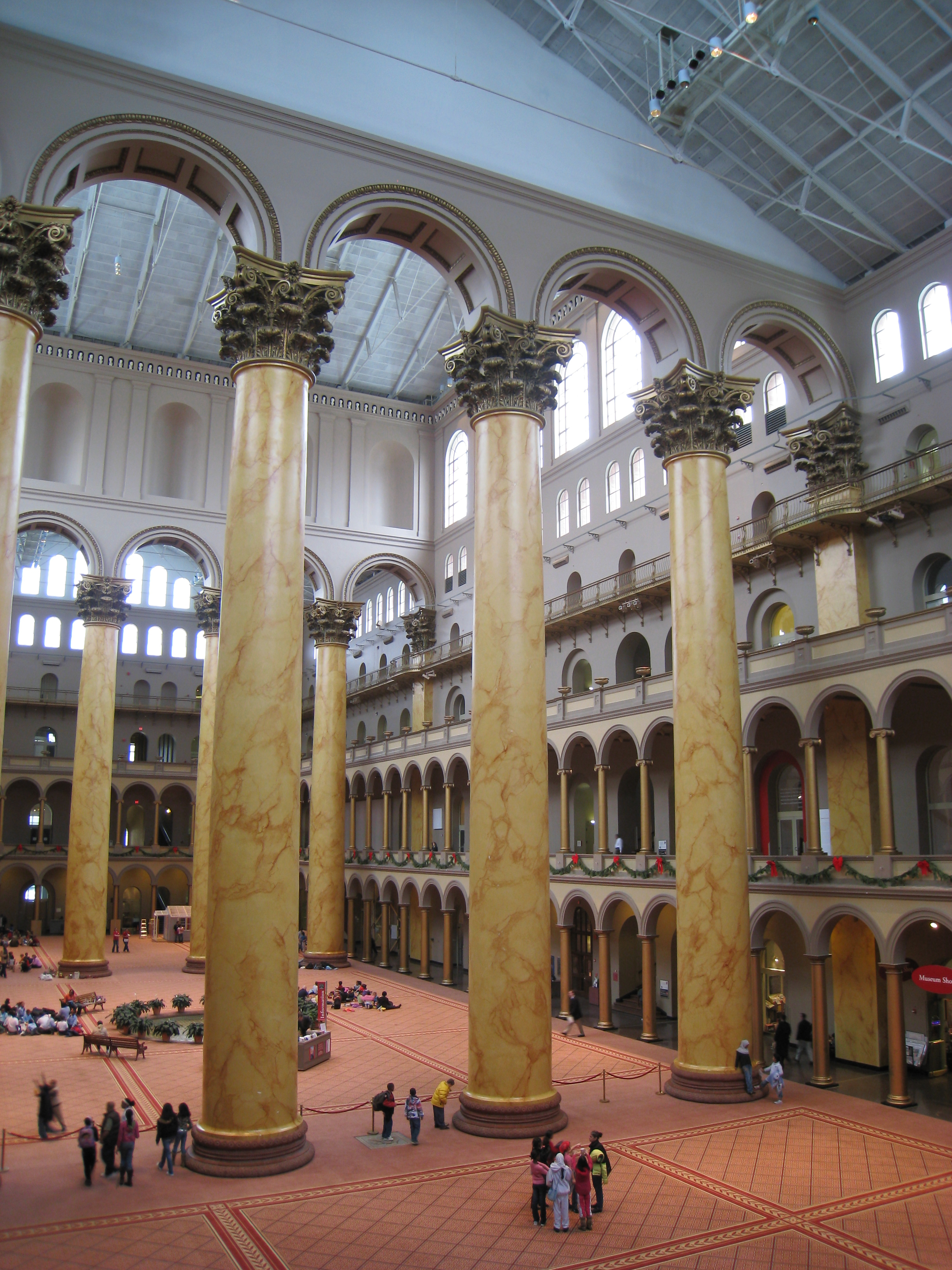
内部

## 栄誉
- 主計局の殿堂にはそれが設立された1986年にメグズも収められた。
- オーストラリアのノーザンテリトリー準州ダーウィンで沈んだ陸軍輸送船USATメグズはメグズの栄誉を称えて名付けられた。
- 1944年に就役したアメリカ海軍の輸送船USSジェネラル・M・C・メグズ(AP-116)もメグズの栄誉を称えて名付けられた。